# Bardejovská Nová Ves
Bardejovská Nová Ves je vesnice na Slovensku v okrese Bardejov. V roce 2001 měla 1 490 obyvatel, první písemná zmínka pochází z první poloviny 14. století. Původně samostatná obec je od roku 1971 součástí města Bardejov.